# Zattoo
Zattoo（ザトゥー）は、P2P技術を使ったインターネットテレビ配信システム。スイスを中心にヨーロッパで展開しており、まだ日本では利用できない。スイスのユーザ数は40万人以上(2007年7月)。DRMで著作権保護された番組が合法的に配信されている。類似サービスのYouTubeやJoostやVeohなどは番組単位でのオンデマンド配信だが、Zattooはリアルタイムで地上波やケーブルテレビや衛星放送の番組が視聴できる点が特徴である。ミシガン州アナーバー出身の開発者を中心にサンフランシスコとスイスのチューリッヒに事務所を構える。2006年12月からベータ版の公開を始める。動画圧縮にはH.264を利用している。使用するには最低400kbps以上の帯域が推奨される。
設立者の一人、CTOのSugih jamin氏はミシガン大学コンピュータサイエンスの教授でありインターネットトポロジーに関する研究を行なっていた。

## 歴史
Zattooは立ち上げ当初、スイスで放送されているFree-to-air(無料)チャンネルを配信することから始め、2006 FIFAワールドカップの配信も行った。最初はスイス放送協会のテレビの4チャンネル (SF 1, SF 2, TSR 1，TSI 1) から始まったが、現在はスイス国内において48のFree-to-airやfree-to-viewなどの無料チャンネルの配信を行っている。また、公式サイトでは今後追加予定のチャンネルも報告されている。

## 視聴可能地域
現在Zattooはスイス、デンマーク、スペイン、イギリスでのみ視聴可能となっており、今後ヨーロッパ各国への展開（公式サイトによるとオーストリア、ベルギー、ドイツ、ポーランド）や、カナダ、アメリカへの展開や、有料チャンネルを追加することも予定している。
ZattooはIPベースでのユーザの視聴地域特定を行っており、特定のチャンネルを特定の地域のユーザにのみ配信するように制限している（それゆえ現状は全ての地域を正確に制限することはできていない）。